# André Sive
André Sive (* 1899 als Andras Szivessy in Budapest; † 1958 in Morainvilliers) war ein ungarisch-französischer Architekt.

## Leben
Sive wurde 1899 in Ungarn geboren. Ab 1924 studierte Sive Architektur in Wien, Berlin und schließlich in Paris bei Auguste Perret. Zwischen 1924 und 1929 arbeitete er häufig gemeinsam mit Ernő Goldfinger, es entstanden Möbel und Wohnungseinrichtungen. Von 1931 bis 1933 arbeitete Sive dann mit Pierre Forestier zusammen. Die beiden jungen Architekten gewannen einen Architekturwettbewerb zum Bau der Cité sanitaire de Clairevivre und ließen in 25 Monaten eine komplette Kleinstadt mit 180 Einfamilienhäusern, zwei Mehrfamilienhäusern, einem Krankenhaus, einem Hotel mit Café, Restaurants, einem Kino, Geschäften, einer Schule, einer Kfz-Werkstatt und einem Heizwerk entstehen. Ab ca. 1935 arbeitete Sive im Büro von Eugène Beaudouin und Marcel Lods. Hier lernte er Jean Prouvé, der ihn nachhaltig beeinflusste. 1939 arbeiteten die beiden gemeinsam an mehreren Projekten. Der Zweite Weltkrieg beendete die fruchtbare Zusammenarbeit. Sive flüchtete 1940 in das Exil nach Algerien und kehrte erst 1945 nach Frankreich zurück.
Kurz vor Kriegsende ernannte man Sive zum Abteilungsleiter im Architekturdienst der Provisorischen Regierung der Französischen Republik. 1945 änderte er seinen Namen in André Sive. 1946 und 1947 berief ihn der französische Militärgouverneur des Saarlandes, Gilbert Grandval, zum stellvertretenden städtebaulichen Direktor der Militärregierung des Saarlandes. Gemeinsam mit Marcel Roux entwarf er einen Regionalplan zum Wiederaufbau des Saarlandes. Die Leitung für den Wiederaufbau hatte er zwei Jahre zuvor abgelehnt zugunsten einer Forschungsreise mit Le Corbusier in die Vereinigten Staaten. 1947 wurde er zusammen mit den französischen Urbanisten an der Saar Herausgeber der Publikation Urbanisme en Sarre und schrieb regelmäßig für die L’Architecture d’Aujourd’hui, bei der er im Redaktionskomitee saß.
1948 kehrte er nach Paris zurück und arbeitete im eigenen Atelier. Eugène Claudius-Petit, Minister für Wiederaufbau und Urbanismus (MRU), berief ihn als Architekten in sein Ministerium. Sive setzte zumeist in Arbeitsgemeinschaft mit anderen Architekten mehrere Bauvorhaben des MRU um, darunter den Wiederaufbau der Stadt Boulogne-sur-Mer und Projekte des sozialen Wohnungsbaus in Meudon, Aubervilliers und Firminy und Bar-le-Duc. 1956 war er Jurymitglied bei der Planung der Stadt Brasília.

## Mitgliedschaften
Sive war Mitglied im L’Ordre des Architectes, der Union des Artistes Modernes und Direktor des Cercle d’Etudes Architecturales.

## Auszeichnungen
- Ritter der Ehrenlegion

## Veröffentlichungen
- mit Marcel Roux: Densités urbaines. In:  L’Architecture d’Aujourd’hui, Nr. 1, 1946, S. 14
- Urbanisme en Sarre. Saarbrücken, 1947
- Städtebau im Saarland. Saarbrücken, 1947
- mit Marcel Roux: Wohndichten im Städtebau. Theoretische Studie der verschiedenen Wohndichten. In: Bau. Zeitschrift (für) wohnen, arbeiten, sich erholen. 1. Jg. 1947/48, Heft 1, S. 33–36

## Werke
- 1931–1933 Cité sanitaire de Clairevivre in Salagnac mit Pierre Forestier
- 1937 Villa Blondeau in Algier mit Pierre Forestier
- 1935–1939 Maison du Peuple in Clichy
- 1946–1948 Wohnhaus in Hartsdale, USA, mit Marcel Loeb
- 1946–1947 Regionalplan für das Saarland, mit Marcel Roux (nicht umgesetzt)
- 1947 Gedenkstätte Neue Bremm in Saarbrücken
- 1950–1953 Siedlung Sans Souci in Meudon, mit Jean Prouvé und Henri Prouvé
- ca. 1953 Sozialer Wohnungsbau in Aubervilliers, mit Jean Kling und Claude Raccoursier
- ca. 1953 Sozialer Wohnungsbau Val Fleury und Cité des Blancs in Meudon, mit Jean Kling
- ca. 1954 Vier Wohnhochhäuser in Boulogne-sur-Mer, Quai Gambetta, mit fünf weiteren Architekten
- 1954–1965 Wohnstadt Firminy-Vert, mit Marcel Roux, Charles Delfante und P. Tyr
- 1957 Militärhospital Alphonse-Laveran in Marseille, mit Pierre Forestier
- 1958 Laboratorium in Saint-Denis (Seine-Saint-Denis), mit R.-A. Coulon